# Řeka
Řeka är en ort i Tjeckien. Den ligger i den östra delen av landet, 300 km öster om huvudstaden Prag. Řeka ligger 440 meter över havet och antalet invånare är 456.
Terrängen runt Řeka är kuperad söderut, men norrut är den platt. Terrängen runt Řeka sluttar norrut. Runt Řeka är det ganska glesbefolkat, med 40 invånare per kvadratkilometer. Närmaste större samhälle är Havířov, 18,2 km nordväst om Řeka. I omgivningarna runt Řeka växer i huvudsak blandskog.